# Sétáló agyhalottak
A Sétáló agyhalottak (eredeti cím: The Walking Deceased) 2015-ben bemutatott amerikai horror-filmvígjáték, amelyet Tim Ogletree forgatókönyvéből Scott Dow rendezett. A főbb szerepekben Ogletree, Joey Oglesby, Dave Sheridan, Troy Ogletree, Sophia Taylor Ali, Danielle Garcia, Andrew Pozza és Mason Dakota Galyon látható.
Az Amerikai Egyesült Államokban 2015. március 20-án mutatták be a mozikban.

## Szereplők
| Szereplő       | Színész             | Magyar hang         |
| -------------- | ------------------- | ------------------- |
| Green Bay      | Tim Ogletree        | Gesztesi Máté       |
| Chicago        | Joey Oglesby        | Mészáros Máté       |
| Romeo          | Troy Ogletree       | Baráth István       |
| Lincoln seriff | Dave Sheridan       | Szabó Máté          |
| Brooklyn       | Sophia Taylor Ali   | Tamási Nikolett     |
| Harlem         | Danielle Garcia     | Nemes Takách Kata   |
| Chris          | Mason Dakota Galyon | Berecz Kristóf Uwe  |
| Darnell        | Andrew Pozza        | Borbíró András      |
| Isaac          | Jacqui Holland      | Solecki Janka       |
| Abraham        | Richard Lukens      | Papp János          |
| Sarah          | Martha Prentiss     | Menszátor Magdolna  |
| Shaun          | Michael Jastroch    | Katona Zoltán       |
| Ed             | Wray Crawford       | Petridisz Hrisztosz |
| Kislány        | Tyler Jade Nixon    | Szűcs Anna Viola    |